# Pediobius bhimtalensis
Pediobius bhimtalensis är en stekelart som beskrevs av Khan, Agnihotri och Sushil 2005. Pediobius bhimtalensis ingår i släktet Pediobius och familjen finglanssteklar. Inga underarter finns listade i Catalogue of Life.